# ريان مارتن
ريان مارتن (بالإنجليزية: Ryan Martin)‏ (26 فبراير 1993 بتشاتانوغا في الولايات المتحدة - ) هو ملاكم أمريكي، صنّف ضمن فئة وزن الخفيف.

## إحصائيات
خاض خلال مسيرته 24 نزالا، فاز في 23 وخسر في 1. فاز بالضربة القاضية في 13 نزالا.

## روابط خارجية
- ريان مارتن على موقع بوكس ريك (الإنجليزية) (registration required)